# Christopher Ventris
Christopher Ventris (Londres, 5 de maig de 1960) és un tenor britànic. És particularment conegut per la interpretació de Parsifal que va fer al Festival de Bayreuth de 2008.
Després d'estudiar a l'Acadèmia Reial de Música, Ventris va actuar al Festival de Glyndebourne i va guanyar els premis GTO i John Christie. Va cantar amb altres grups britànics, incloent Opera North i la English National Opera. Va cantar la part de Robert Lonle en la primera actuació de Caritas de Robert Saxton i el rol combinat de Walter, Hugo i la dona vella en la primera actuació de l'òpera Blond Eckbert de Judith Weir. El 2007 va guanyar el premi Maria Callas d'artista debutant, i va cantar a la Dallas Opera aconseguint ser el debut més impactant per la companyia des de la seva fundació.
Els compromisos de Ventris inclouen produccions a l'Òpera de l'Estat de Viena, l'Òpera de San Francisco, la Royal Opera House, Londres, el Teatro di San Carlo, Nàpols, La Fenice, Venècia, La Scala, Milà, el Glyndebourne Festival, el Grand Théâtre de Genève i l'Òpera Estatal bavaresa.

## Rols
Els rols de Ventris inclouen:
- Els rols del títol a Parsifal, Lohengrin, Tannhäuser i Peter Grimes
- Siegmund a Dau Walküre
- Erik a Der fliegende Holländer
- Max a Der Freischütz
- Sergej a Lady Macbeth de Mtsensk
- Laca a Jenůfa
- Florestan a Fidelio
- Manolios a La Passió grega
- Lensky a Eugene Onegin
- Grigoriy a Boris Godunov
- Jenik a La núvia venuda
- Prince a L'amor de les tres taronges
- Jack a The Midsummer Marriage
- Paris a King Priam
- Clemente a Venus und Adonis de Hans Werner Henze
- Agent a Cardillac
- Basilio en l'estrena moderna Die Hochzeit des Camacho de Mendelssohn (1987)

## Enregistraments seleccionats
- Wagner: Parsifal (Christopher Ventris, Thomas Hampson, Waltraud Meier, Matti Salminen; Orquestra d'Òpera del Berlín i Cor, director: Kent Nagano. (DVD - 2005) Etiqueta: BBC / Opus Arte'
- Shostakovich: Lady Macbeth de Mtsensk (Christopher Ventris, Eva-Maria Westbroek, Vladimir Vaneev, Carole Wilson, Ludovit Ludha; Reial Concertgebouw Orquestra, director: Mariss Jansons (DVD 2006) Etiqueta: BBC / Opus Arte.
- Britten: Peter Grimes (Christopher Ventris, Emily Magee, Liliana Nikiteanu, Alfred Maneguí; Orquestra d'Òpera del Zuric i Cor, director: Franz Welser-Möst (DVD 2007) Etiqueta: EMI.